# Banham (Norfolk)
Pour les articles homonymes, voir Banham.
Banham est une paroisse civile et un village du Norfolk, en Angleterre.